# Eustrotia unca
Eustrotia unca är en fjärilsart som beskrevs av Ignaz Schiffermüller 1776. Eustrotia unca ingår i släktet Eustrotia och familjen nattflyn. Inga underarter finns listade i Catalogue of Life.